# Alfonso Peña Chepe
Alfonso Peña Chepe (Cauca, segle xx) és un líder indígena i polític colombià. Va participar en la Assemblea Nacional Constituent de 1991, en representació del desmobilitzat Movimiento Armado Quintín Lame.

## Biografia
Membre de la comunitat indígena nasa. Germà de l'últim comandant del Movimiento Armado Quintín Lame Jesús Elbio Peña Chepe, àlies ‘Gildardo’, el moviment armat es va desmobilitzar el 27 de maig de 1991 i Peña Chepe va ser triat com al seu representant davant l'Assemblea Nacional Constituent de 1991, després de la seva desmobilització en el mateix any. Hi va ser un dels tres representants indígenes. Va continuar fent part de la representació política indígena, amb la Fundación Sol y Tierra. Va participar en la creació del Cabildo indígena Kiwe ‘Wejxia. Forma part de la Mesa Permanent de Concertació Nacional amb els pobles i organitzacions indígenes.